# Ференц Ердеї
Ференц Ердеї (угор. Erdei Ferenc; 24 грудня 1910, Мако — 11 травня 1971, Будапешт) — угорський економіст, соціолог і державний діяч лівацького спрямування. Міністр у маріонетковому уряді Бели Міклоша.

## Біографія

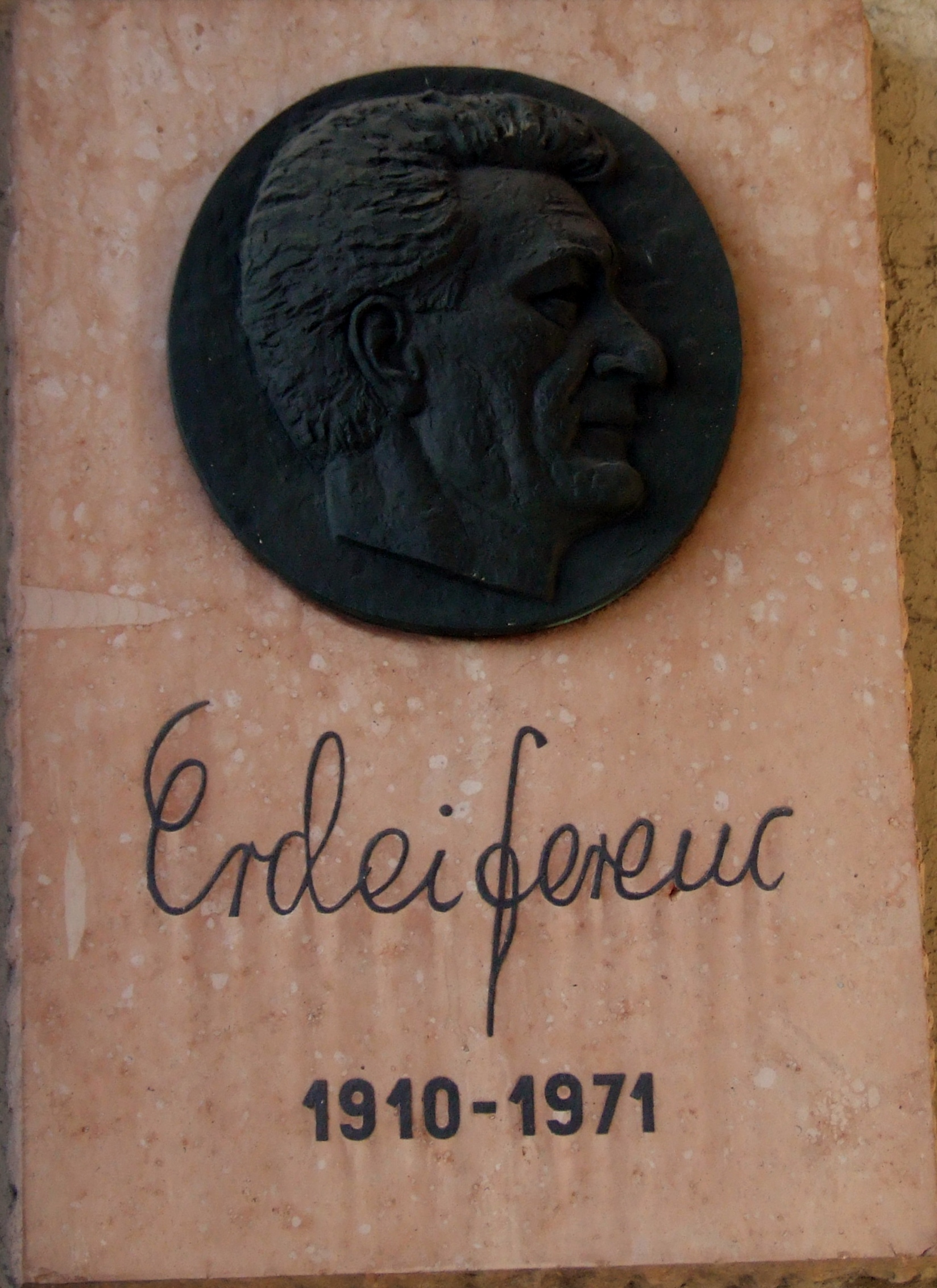
Меморіальна дошка

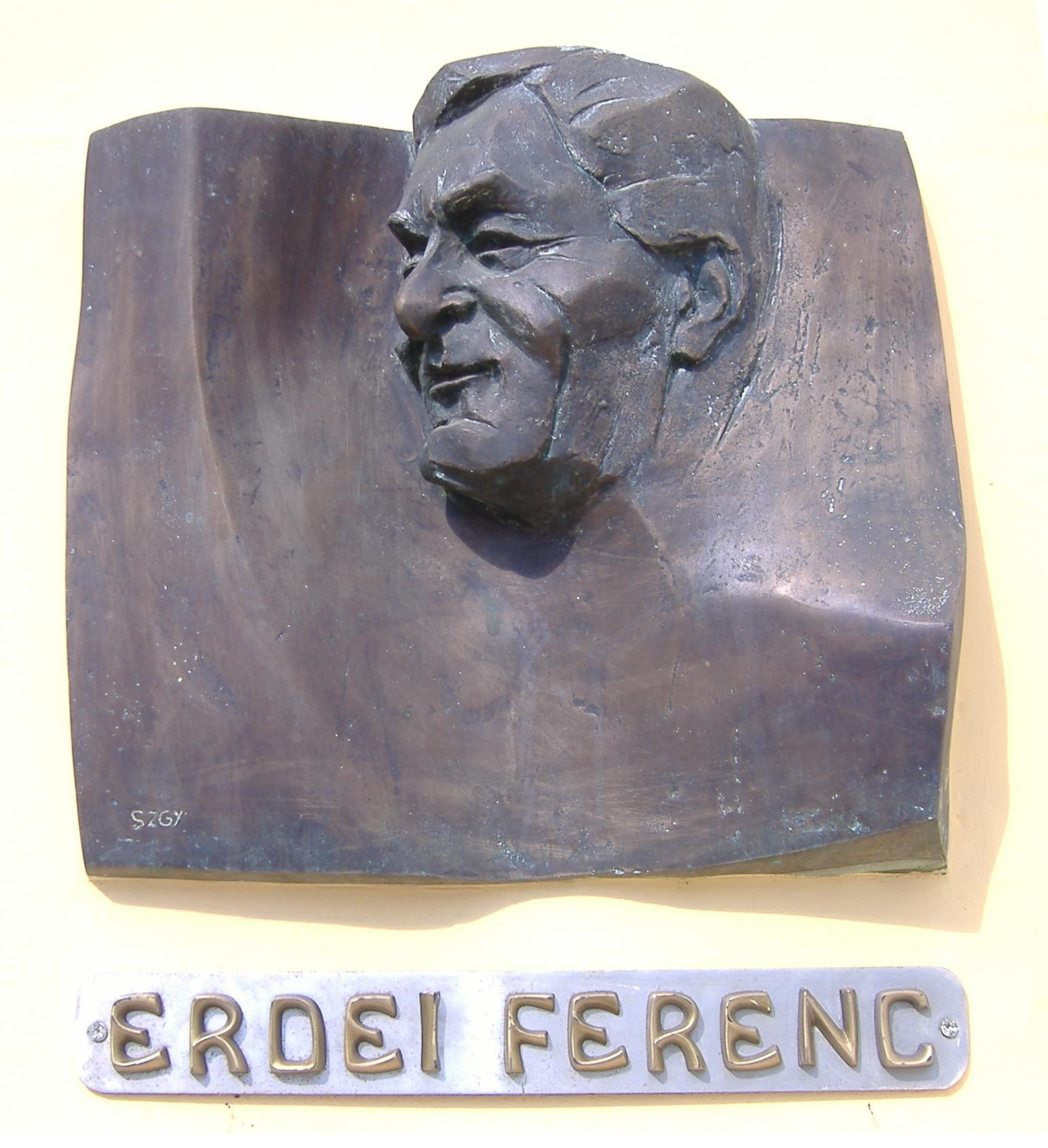
Рел'єф

Закінчив юридичний факультет Сегедського університету. Вивчав аграрні відносини в селі.
Належав до лівого крила руху «Березневий фронт» (1938), співпрацював з комуністами. Один із засновників Національно-селянської партії (заснована в 1939), з 1945 її віце-голова, потім генеральний секретар.
1944-1945 пішов на співпрацю із сталіністами і став міністром внутрішніх справ.
1949-1953 — Міністр рільництва.
1953-1954 — Міністр юстиції.
1954-1955 — Міністр рільництва.
Під час угорського повстання 1956 був заступником голови Ради Міністрів УгорНР.
2 листопада провадив переговори з окупаційними військами СРСР про відведення збройних сил із Будапешта. 3 листопада 1956 заарештований КДБ СРСР у місті Тьоколь разом із Міністром оборони уряді Імре Надя Палом Малетером. Звільнений кілька тижнів по тому завдяки заступництву Яноша Кадара.
З 1957 — директор Дослідного інституту економіки сільського господарства.